# Опівнічний поцілунок (фільм, 1926)
«Опівнічний поцілунок» (англ. The Midnight Kiss) — американська кінокомедія режисера Ірвінга Каммінгса 1926 року.

## У ролях
- Річард Воллін — Томас Г. Аткінс, молодший
- Джанет Гейнор — Мілдред Гастінгс
- Джордж Ірвінг — Томас Г. Гастінгс, старший
- Доріс Ллойд — Еллен Аткінс
- Темпе Піготт — бабуся Спенсера
- Гледіс Макконнелл — Ленор Гастінгс
- Герберт Прайор — Сміт Гастінгс
- Джин Камерон — Спенсер Аткінс
- Артур Гаусман — Гектор Спенсер
- Боділ Росінг — шведська покоївка